# Урочище «Кучманівка» (пам'ятка природи)
Уро́чище «Кучмані́вка» — ботанічна пам'ятка природи місцевого значення в Україні. Об'єкт природно-заповідного фонду Хмельницької області.
Розташована в межах Антонінської селищної громади Хмельницького району Хмельницької області, на схід від села Кучманівка.
Площа 2 га. Статус присвоєно згідно з рішенням облвиконкому від 4.09.1982 року № 272. Перебуває у віданні ДП «Старокостянтинівський лісгосп» (Антонінське лісництво, кв. 5, вид. 9).
Статус присвоєно для збереження частини лісового масиву, де переважають насадження берези. У трав'яному покриві — цінні, в тому числі лікарські рослини, зокрема медунка.